# Hosh Barada
Hosh Barada è un centro abitato e comune (municipalité) del Libano situato nel distretto di Baalbek, governatorato di Baalbek-Hermel.